# Средња вас при Шенчурју
Средња вас при Шенчуру (словен. Srednja vas pri Šenčurju) је насељено место у општини Шенчур, Горењска регија, Словенија.

## Историја
До територијалне реорганизације у Словенији била је у саставу старе општине Крањ.

## Становништво
У попису становништва из 2011. године, Средња вас при Шенчурју је имала 490 становника.
| Број становника према пописима | Број становника према пописима | Број становника према пописима |
| ------------------------------ | ------------------------------ | ------------------------------ |
| 1991                           | 2002                           | 2011                           |
| 430                            | 487                            | 490                            |

Напомена: До 1955. исказивано под називом Средња вас. Године 1986. умањено за део насеља који је припојен насељу Шенчур. Године 2016. извршена је мања размена територије између насеља Средња вас при Шенчур и Шенчур.